# Хановертон (Охајо)
Хановертон (енгл. Hanoverton) град је у америчкој савезној држави Охајо.

## Демографија
По попису из 2010. године број становника је 408, што је 21 (5,4%) становника више него 2000. године.
| Група             | 2000.       | 2010.        |
| Белци             | 381 (98,4%) | 408 (100,0%) |
| Афроамериканци    | 1 (0,3%)    | 0 (0,0%)     |
| Азијати           | 0 (0,0%)    | 0 (0,0%)     |
| Хиспаноамериканци | 2 (0,5%)    | 0 (0,0%)     |
| Укупно            | 387         | 408          |